# Eucyclogobius newberryi
Genre
Espèce
Statut de conservation UICN

 NT  : Quasi menacé
Eucyclogobius newberryi (nom vernaculaire : le Goujon de mer) est un poisson de la famille des Gobiidae qui vit dans des lagons formés par les cours d’eau le long de la côte de l’océan Pacifique en Californie.

## Taxonomie
Le nom de genre signifie vrai gobie cycloïde, en référence à ses écailles, et le nom d'espèce est attribué en l'honneur de John Strong Newberry. Ce poisson était le seul membre du genre Eucyclogobius mais une autre espèce a été décrite en 2016 : Eucyclogobius kristinae Swift, Spies, Ellingson & Jacobs, 2016 (en anglais, Southern tide-water goby). Eucyclogobius newberryi fut en premier lieu classé par Girard en 1854 en tant que Gobius newberryi et actuellement Eucyclogobius newberryi (Girard, 1854).

## Habitat
Sa zone d’habitat s’étend au nord de Tillas Slough à l’embouchure du fleuve Smith au Agua Hedionda Lagoon dans le comté de San Diego au sud. Dans le passé présent dans 87 localisations différentes, il a aujourd’hui disparu de plusieurs d’entre elles comme dans la baie de San Francisco.
Le poisson apprécie les lagons formés aux embouchures de cours d’eau. Ces lagons sont protégés des courants marins par des bandes sableuses. L’eau salée n’est ainsi présente que par périodes. Il préfère les salinités faibles (environ un tiers de la salinité des océans) ce qui fait qu’on le trouve essentiellement du côté proche de la rivière plutôt que de l’océan. Des jeunes poissons ont été retrouvés jusqu’à 12 km en remontant le cours de la rivière par rapport à l’embouchure.

## Description
Le poisson, rarement plus grand que 5 cm a une couleur gris brun ou olive. Les jeunes poissons sont d’abord transparents ou translucides. Ils peuvent changer de couleur selon les périodes. Le mâle devient ainsi noir avec des taches blanches et les femelles rouge brun avec des pointes dorées ou foncées.
Ses écailles sont cycloïdes ce qui est inhabituel parmi les gobies. Les écailles ne sont pas présentes sur sa tête et sur son côté inférieur. Ils se déplacent en groupes de quelques poissons jusqu’à des groupes de centaines d’individus. Il se nourrit de crustacés, de mollusques et de larves d’insectes.

## Espèce menacée
Le goujon fait partie de la liste des espèces menacées de l’État de Californie depuis 1987 et des États-Unis depuis 1994. Ce n’est pas qu’il est rare d’en trouver car par endroits ils sont nombreux mais parce que ces zones d’habitats sont rares et isolées les unes des autres. Les lagons sont de plus des zones sensibles à toutes les pollutions provenant des cours d’eau ce qui fait qu’il est potentiellement plus en danger que si son habitat était moins morcelé.

### GenreEucyclogobius
- (en) Catalogue of Life : Eucyclogobius (consulté le 7 avril 2023)
- (en) FishBase : liste des espèces du genre Eucyclogobius (site miroir)
- (fr + en) ITIS : Eucyclogobius Gill, 1862
- (en) WoRMS : Eucyclogobius (+ liste espèces)
- (en) Animal Diversity Web : Eucyclogobius
- (en) NCBI : Eucyclogobius (taxons inclus)

### EspèceEucyclogobius newberryi
- (en) Catalogue of Life : Eucyclogobius newberryi (Girard, 1856) (consulté le 17 décembre 2020)
- (en + fr) FishBase : espèce Eucyclogobius newberryi (Girard, 1856) (+ traduction) (+ noms vernaculaires 1 & 2)
- (fr + en) ITIS : Eucyclogobius newberryi (Girard, 1856)
- (en) WoRMS : espèce Eucyclogobius newberryi (Girard, 1856)
- (en) Animal Diversity Web : Eucyclogobius newberryi
- (en) NCBI : Eucyclogobius newberryi (taxons inclus)
- (en) UICN : espèce Eucyclogobius newberryi (consulté le 30 décembre 2019)